# Paco El Barbero
Francisco Sánchez Cantero, conocido por el nombre artístico de Paco "El Barbero" (Cádiz, 1840-Sevilla, 1910), fue un guitarrista flamenco español, discípulo del Maestro Patiño. Debe su apodo a su profesión de barbero. Fue director de una academia en Sevilla y maestro de Javier Molina. En el año 1885 ofreció dos recitales de guitarra en el Centro Filarmónico de Córdoba en los que interpretó flamenco y piezas de guitarra clásica.